# Stazione di Oslo Centrale

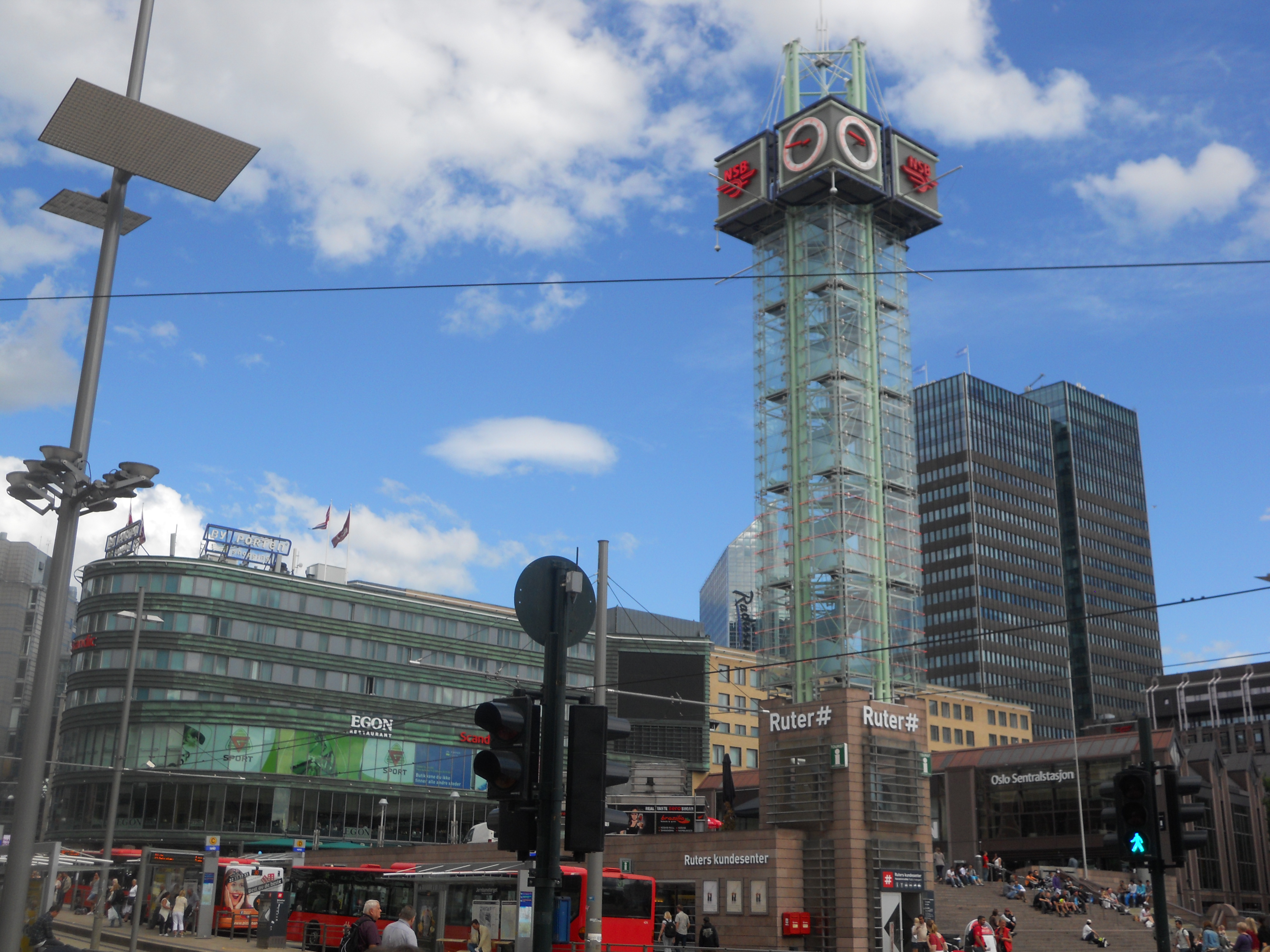
Edifici nella piazza della Stazione Centrale di Oslo

La stazione di Oslo Centrale (norvegese: Oslo Sentralstasjon, abbreviato Oslo S) è la principale stazione ferroviaria di Oslo, e la più grande stazione di tutto il sistema ferroviario norvegese. È il capolinea delle linee Drammen, Gardermoen, Gjøvik, Hoved e Østfold. Da qui partono treni espressi, regionali e locali di quattro compagnie diverse. La stazione è di proprietà della Rete Ferroviaria Nazionale Norvegese e fu aperta nel 1980.
La stazione centrale di Oslo fu costruita dove era costruita la vecchia Stazione Est di Oslo (Oslo Østbanestasjon, Oslo Ø), la fusione delle due vecchie stazioni, est e ovest, fu possibile grazie alla costruzione del tunnel di Oslo. La stazione centrale di Oslo ha 19 binari, tredici dei quali sono collegati direttamente al tunnel di Oslo.
 La stazione ha due edifici principali, il vecchio edificio che ospitava la Stazione Est unito al nuovo edificio costruito appositamente per Oslo Centrale. Entrambi gli edifici ospitano grandi centri commerciali all'interno.
 La piazza di fronte alla stazione centrale di Oslo si chiama Jernbanetorget.

## Servizi
- Treni espressi operano per Bergen, Kristiansand, Stavanger e Trondheim in aggiunta a quelli per Stoccolma in Svezia. I servizi domestici sono operati da NSB, mentre quelli per la Svezia sono operati da SJ. Vi sono tre servizi giornalieri per le destinazioni domestiche e uno a al giorno per Stoccolma. Treni notturni sono inoltre operati verso tutte le città sopra menzionate
- I treni regionali portano a Skien, Lillehammer, Gjøvik, Halden, Karlstad e Göteborg. NSB è in carica del servizio verso tutte le destizionazioni citate, fatta eccezione per Karlstad, il cui servizio è offerto da Värmlandstrafik, una società di trasporti su terra svedese
- I treni espressi aeroportuali partono ogni dieci minuti per l'aeroporto di Oslo-Gardermoen. Questa linea ferroviaria è l'unica linea ad alta velocità del paese e il servizio è offerto da Flytoget
- I treni locali sono responsabilità di NSB e NSB Gjøviksbanen